# Бронекатери типу «Грінпорт»
Бронекатери типу «Грінпорт» — бронекатери, що будувалися у США в 1915–1917 рр.

## Історія
Катери будувалися у США, замовником були як самі Сполучені Штати, так і Російська імперія, яка замовила 39 зразків для потреб своїх ВМС. Дані екземпляри проходили службу у складі флоту США, Чорноморського флоту Російської імперії тв ін. флотах Російської імперії.
Всього для потреб Росії було випущено 4 серії даних суден:

1. Перша серія — 10 одиниць

2. Друга серія — 6 одиниць

3. Третя серія — 5 одиниць (три не були доставлені через Лютневу Революцію в Росії 1917 р.)

## Призначення
Дані бронекатери використовувалися для рейдів, охорони та оборони озер і бойових дій на великих судноплавних річках.

## У складі інших флотів
У 1917 р. через події Революції в Росії і приходу до влади на теренах України Центральної Ради і проголошення УНР Чорноморський флот Російської імперії перестав існувати перейшовши під юрисдикцію українського уряду. Сторожові кораблі (бронекатери) типу «Грінпорт» також були у його складі.
У квітні 1918 р. на зміну УНР приходить режим П. П. Скоропадського, який розпочинає розбудову флоту Української Держави. Дані катери також входять у його склад.

## Після 1918 року
Після революції у складі флоту залишилось 16 одиниць катерів. З них у Чорному морі був сформований дивізіон сторожових катерів Морської прикордонної охорони ОДПУ.